# Dorota Roszkowska
Dorota Roszkowska (ur. 1960 w Warszawie) – polska producentka, scenarzystka, wykładowczyni i ekspertka filmowa.

## Życiorys
Ukończyła Państwowe Liceum Plastyczne w Warszawie w 1979 roku. Jest absolwentką (1986) Wydziału Polonistyki Uniwersytetu Warszawskiego oraz Produkcji Telewizyjnej (1992) na Media Academy w Hilversum w Holandii. Przez wiele lat mieszkała i pracowała w Holandii. W latach 1997–2002 pełniła funkcję redaktor zamawiającej w redakcji kulturalnej TVP 2, gdzie była odpowiedzialna za koprodukcje z kanałem ARTE. W 2003 założyła studio filmowe Arkana, specjalizujące się w produkcji filmów opartych na faktach.
Dorota Roszkowska jest członkiem Europejskiej Akademii Filmowej, Stowarzyszenia Filmowców Polskich, (w którym pełni funkcję sekretarza zarządu Sekcji Dokumentalnej), Krajowej Izby Producentów Audiowizualnych oraz członkiem założycielem Stowarzyszenia Nowe Horyzonty. Ponadto pracuje jako ekspert filmowy (m.in. dla Komisji Europejskiej, PISF). Udziela się również jako międzynarodowy wykładowca i członek jury festiwali. W latach 2005–2014 prowadziła Akademię Sztuk Dokumentalnych, która organizowała międzynarodowe szkolenia, w tym pitching Dragon Forum na Krakowskim Festiwalu Filmowym. 

## Twórczość
Dorota Roszkowska jest autorką scenariuszy filmów i seriali dokumentalnych, w tym: Planeta Kopernik, Jankowski – Legenda Dalekiego Wschodu oraz Babilon.pl. Jest producentką filmów, w tym: Ostatni Poganie Europy (2020), Fateicz i Morze (2019), Śpiewać (2018), Uratowane z Potopu (2017), Habit i zbroja (2017), Łowcy Miodu (2017), Wytnij wklej (2016), Młyn i krzyż (2010), Kruzenshtern (2009),  Poste restante (2008), Bablion.pl (2004).